# Mainbeuf d'Angers
Saint Mainbeuf ou Mainbœuf (Magnobodus) fut évêque d'Angers de 610 à 660. Il est fêté le 16 octobre.
Il fit édifier une église Saint-Saturnin à Angers où il se fit inhumer. Il rédigea également une Vita S. Licinii.
C'est le saint patron de Villebernier, commune près de Saumur, où la fête patronale est célébrée chaque année le 16 octobre.